# Éliminatoires du Championnat d'Europe féminin de handball 2014
Les qualifications du Championnat d'Europe féminin de handball 2014 se sont tenues du 23 octobre 2013 au 15 juin 2014.
Opposant 26 équipes, ces matchs ont permis à 14 équipes de se qualifier pour la phase finale de la compétition en compagnie des deux pays hôtes, la Croatie et la Hongrie

## Tirage au sort
Le tirage au sort a eu lieu dans la Veszprém Aréna de Veszprém, en Hongrie, le 26 mai 2013.
En tant que pays organisateurs, la Hongrie et la Croatie sont exemptes de qualifications. Un total de 26 équipes concourent pour les 14 places de la phase finale. Elles sont divisées en quatre chapeaux suivant leur position au classement EHF. 
| Chapeau 1                                               | Chapeau 2                                                             | Chapeau 3                                                         | Chapeau 4                                |
| ------------------------------------------------------- | --------------------------------------------------------------------- | ----------------------------------------------------------------- | ---------------------------------------- |
| Norvège Danemark Monténégro France Suède Russie Espagne | Roumanie Serbie Allemagne Islande Pays-Bas Ukraine République tchèque | Macédoine Turquie Slovénie Pologne Autriche Biélorussie Slovaquie | Suisse Portugal Italie Lituanie Finlande |

## Poules
Les deux premières équipes de chaque poule sont qualifiées pour le championnat d'Europe. 
Légende
- Qualification pour le championnat d'Europe
- Éliminé

### Groupe 1
|   | Équipe   | Pts | J | G | N | P | Bp  | Bc  | Diff |
| - | -------- | --- | - | - | - | - | --- | --- | ---- |
| 1 | Danemark | 12  | 6 | 6 | 0 | 0 | 204 | 164 | 40   |
| 2 | Ukraine  | 6*  | 6 | 3 | 0 | 3 | 177 | 166 | 11   |
| 3 | Autriche | 6*  | 6 | 3 | 0 | 3 | 177 | 186 | -9   |
| 4 | Lituanie | 0   | 6 | 0 | 0 | 6 | 160 | 202 | -42  |

* L'Ukraine se qualifie aux dépens d'Autriche selon la différence de buts particulière (victoire +9 de l'Ukraine ; victoire +6 de l'Autriche)

### Groupe 2
|   | Équipe    | Pts | J | G | N | P | Bp  | Bc  | Diff |
| - | --------- | --- | - | - | - | - | --- | --- | ---- |
| 1 | France    | 11  | 6 | 5 | 1 | 0 | 163 | 108 | 55   |
| 2 | Slovaquie | 7   | 6 | 3 | 1 | 2 | 154 | 139 | 15   |
| 3 | Islande   | 6   | 6 | 3 | 0 | 3 | 151 | 136 | 15   |
| 4 | Finlande  | 0   | 6 | 0 | 0 | 6 | 106 | 191 | -85  |

### Groupe 3
|   | Équipe       | Pts | J | G | N | P | Bp  | Bc  | Diff |
| - | ------------ | --- | - | - | - | - | --- | --- | ---- |
| 1 | Monténégro   | 11  | 6 | 5 | 1 | 0 | 150 | 134 | 16   |
| 2 | Pologne      | 6*  | 6 | 3 | 0 | 3 | 140 | 132 | 8    |
| 3 | Rép. tchèque | 6*  | 6 | 3 | 0 | 3 | 157 | 136 | 21   |
| 4 | Portugal     | 1   | 6 | 0 | 1 | 5 | 127 | 172 | -45  |

* La Pologne se qualifie aux dépens de la République tchèque selon la règle du nombre de buts marqués à l'extérieur en confrontation directe (La Pologne a gagné 25-22 en République tchèque et la République tchèque 22-19 en Pologne).

### Groupe 4
|   | Équipe   | Pts | J | G | N | P | Bp  | Bc  | Diff |
| - | -------- | --- | - | - | - | - | --- | --- | ---- |
| 1 | Espagne  | 10  | 6 | 5 | 0 | 1 | 160 | 106 | 54   |
| 2 | Pays-Bas | 10  | 6 | 5 | 0 | 1 | 170 | 122 | 48   |
| 3 | Turquie  | 4   | 6 | 2 | 0 | 4 | 110 | 166 | -56  |
| 4 | Italie   | 0   | 6 | 0 | 0 | 6 | 105 | 151 | -46  |

### Groupe 5
|   | Équipe   | Pts | J | G | N | P | Bp  | Bc  | Diff |
| - | -------- | --- | - | - | - | - | --- | --- | ---- |
| 1 | Suède    | 10  | 6 | 4 | 2 | 0 | 173 | 134 | 39   |
| 2 | Serbie   | 8   | 6 | 3 | 2 | 1 | 156 | 140 | 16   |
| 3 | Slovénie | 6   | 6 | 3 | 0 | 3 | 162 | 173 | -11  |
| 4 | Suisse   | 0   | 6 | 0 | 0 | 6 | 131 | 175 | -44  |

### Groupe 6
|   | Équipe      | Pts | J | G | N | P | Bp  | Bc  | Diff |
| - | ----------- | --- | - | - | - | - | --- | --- | ---- |
| 1 | Norvège     | 8   | 4 | 4 | 0 | 0 | 120 | 94  | 26   |
| 2 | Roumanie    | 4   | 4 | 2 | 0 | 2 | 103 | 103 | 0    |
| 3 | Biélorussie | 0   | 4 | 0 | 0 | 4 | 101 | 127 | -26  |

### Groupe 7
|   | Équipe    | Pts | J | G | N | P | Bp  | Bc  | Diff |
| - | --------- | --- | - | - | - | - | --- | --- | ---- |
| 1 | Allemagne | 6   | 4 | 3 | 0 | 1 | 114 | 93  | 21   |
| 2 | Russie    | 6   | 4 | 3 | 0 | 1 | 123 | 107 | 16   |
| 3 | Macédoine | 0   | 4 | 0 | 0 | 4 | 84  | 121 | -37  |